# Gorbeia
Gorbeia är ett berg i Spanien.   Det ligger i provinsen Araba / Álava och regionen Baskien, i den norra delen av landet, 300 km norr om huvudstaden Madrid. Toppen på Gorbeia är 1 482 meter över havet.
Terrängen runt Gorbeia är huvudsakligen kuperad, men åt nordväst är den bergig. Gorbeia är den högsta punkten i trakten. Runt Gorbeia är det glesbefolkat, med 12 invånare per kvadratkilometer. Närmaste större samhälle är Amurrio, 17,8 km väster om Gorbeia. I omgivningarna runt Gorbeia växer i huvudsak blandskog.